# Hyphydrus ovatus
Hyphydrus ovatus là một loài bọ cánh cứng trong họ Bọ nước. Loài này được Linnaeus miêu tả khoa học năm 1761.

## Hình ảnh

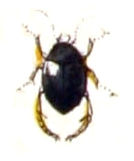